# Ушаковка (Липецкая область)
Ушаковка — деревня Воскресенского сельсовета Данковского района Липецкой области России.

## География
Деревня находится на левом берегу реки Птань. Через Ушаковку проходит просёлочная дорога, имеется одна улица без названия.

## Население
| 2010 |
| ---- |
| 5    |